# Hamburg Berliner Tor
Hamburg Berliner Tor – stacja kolejowa w Hamburgu, w Niemczech. Znajdują się tu 2 perony.
Obecnie obsługuje jedynie ruch regionalny S-Bahn i metro.
| Hamburg Berliner Tor                |  |                                      |
| Linia Berlin - Hamburg (284,7 km)   |  |                                      |
| Hamburg-Bergedorfodległość: 14,7 km |  | Hamburg Hauptbahnhof odległość: 2 km |